# 14588 Ферремс
14588 Ферремс (14588 Pharrams) — астероїд головного поясу, відкритий 14 вересня 1998 року.
Тіссеранів параметр щодо Юпітера — 3,532.